# Georg-Peter Eder
Georg-Peter Eder (Oberdachstetten, 8 de março de 1921 — Wiesbaden, 11 de março de 1986) foi um piloto de caça alemão da Luftwaffe e recebeu a Cruz de Cavaleiro da Cruz de Ferro com Folhas de Carvalho durante a Segunda Guerra Mundial. Eder voou 572 missões de combate, reivindicando 78 aeronaves inimigas abatidas no total. Ele foi o artilheiro do dia contra bombardeiros quadrimotores e, com 56 vitórias aéreas, o ás líder contra a USAAF.

## Juventude e carreira
Eder nasceu em 8 de março de 1921 em Oberdachstetten, na Baviera. Depois de estudar na Grundschule, uma escola primária, e na Oberrealschule, uma escola secundária, ele ingressou no serviço militar da Luftwaffe em 15 de novembro de 1939. Colocado na 4. Kompanie (4.ª companhia) do Fliegerausbildungsregiment 62 (62.º Regimento de Treinamento de Voo) em Quedlinburgo na região de Harz, ele então frequentou a Luftkriegsschule 2 (LKS 2) em Berlim-Gatow. Em 1 de abril de 1940, ele foi aceito como um Fahnenjunker (cadete). Durante seu treinamento de voo, ele foi promovido a Fähnrich (alferes) em 1 de setembro de 1940.

## Segunda Guerra Mundial
A Segunda Guerra Mundial na Europa começou na sexta-feira, 1 de setembro de 1939, quando as forças alemãs invadiram a Polônia. Eder foi colocado no 4. Staffel (4.º esquadrão) da Jagdgeschwader 51 (JG 51), um esquadrão do II. Gruppe, em 1 de dezembro de 1940. Na época, o II. Gruppe do JG 51 estava passando por um período de descanso e reabastecimento no Aeródromo de Mannheim-Sandhofen após a Batalha da Grã-Bretanha. Lá, o Gruppe recebeu o Messerschmitt Bf 109 E-7. O Gruppe retornou à França em 14 de fevereiro de 1941 e foi comandado por Hauptmann Josef Fözö enquanto o 4. Staffel de Eder era chefiado pelo Oberleutnant Erich Hohagen.

### Operação Barbarossa

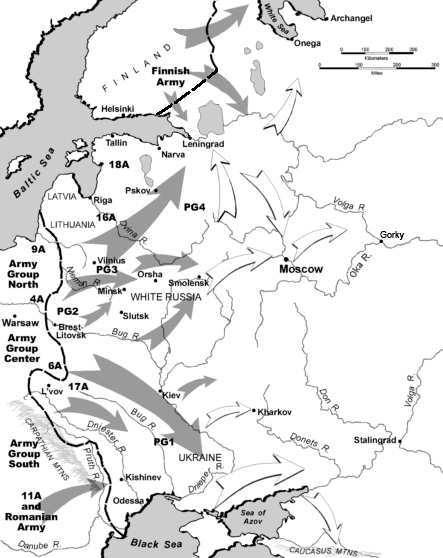
Plano de ataque de Barbarossa

O II. Gruppe do JG 51 foi retirado da frente do canal no início de junho de 1941 e enviado para Dortmund, onde a unidade foi reequipada com a série F do Bf 109. Em 10 de junho, o II. Gruppe começou a se transferir para o leste e foi localizado em Siedlce. Em 22 de junho, as forças alemãs lançaram a Operação Barbarossa, a invasão alemã da União Soviética. O JG 51, sob o comando do Oberstleutnant Werner Mölders, foi subordinado ao II. Fliegerkorps, que faz parte da Luftflotte 2. A área de operação do JG 51 durante a Operação Barbarossa estava sobre o flanco direito do Grupo de Exércitos Centro na área de combate do 2.º Exército Panzer, bem como do 4.º Exército.
No primeiro dia da invasão, Eder conquistou suas duas primeiras vitórias aéreas, um caça Polikarpov I-16 e um bombardeiro Tupolev SB abatidos às 09:23 e 09:35, respectivamente. Por esse feito, Eder recebeu a Cruz de Ferro de 2ª classe (Eisernes Kreuz 2. Klasse) em 26 de junho. Oito dias depois, ele abateu um bombardeiro Ilyushin DB-3 para sua terceira vitória aérea em combate na área de Babruysk. O exército alemão cruzou o rio Berezina em 4 de julho, e o II. Gruppe foi transferido para um campo de aviação em Babruysk, lutando na Linha de Stalin na área de Vitebsk-Orsha-Mogilev. Em 11 de julho, Eder foi premiado com a Cruz de Ferro de 1ª classe (Eisernes Kreuz 1. Klasse). As forças alemãs violaram a Linha Stalin e o II. Gruppe foi transferido para um campo de aviação em Stara Bychow, aproximadamente 50
 quilômetros (31 milhas) ao sul de Mogilev no Dnieper em 12 de julho. Naquele dia, o Gruppe fez várias patrulhas aéreas de combate em apoio à cabeça de praia alemã na margem leste do Dnieper, na área entre Mogilev e Smolensk. Naquele dia, Eder reivindicou um bombardeiro Petlyakov Pe-2 abatido. Em 13 de julho, ele conquistou duas vitórias aéreas, um bombardeiro DB-3 abatido às 10h07 e um caça I-16 às 10h23, seguido por outro bombardeiro DB-3 em 14 de julho. Eder foi creditado com outro bombardeiro Pe-2 abatido em 26 de julho e um caça I-16 destruído em 31 de julho.
Em 5 de agosto, II. Gruppe foi transferido para um campo de aviação em Schatalowka, aproximadamente 150 km (93 mi) a nordeste de Stara Bychow, entre Smolensk no norte e Roslavl no sul. Em 9 de agosto, Eder foi creditado com sua décima e última vitória aérea na Frente Oriental quando reivindicou um I-18 abatido às 16:50. A designação alemã I-18 refere-se ao caça Mikoyan-Gurevich MiG-1. Em 10 de agosto, o Bf 109 F-2 de Eder (Werknummer 9184—número de fábrica) colidiu com um Junkers Ju 52 no solo em Ponjatowka, sofrendo uma fratura de crânio, quando já contava com 10 vitórias confirmadas. Ele permaneceria em recuperação e afastado até 1 de novembro, quando ele foi transferido para a retaguarda, tornando-se instrutor de voo junto à Jagdfliegerschule 2 (escola de pilotos de caça) em Zerbst.

### Frente Ocidental

Caixa de combate de um esquadrão B-17 de 12 aviões. Três dessas caixas completaram uma caixa de grupo de 36 planos.

Em 1 de novembro de 1942, Eder foi colocado no 7. Staffel (7.ª esquadrão) da Jagdgeschwader 2 "Richthofen" (JG 2), um esquadrão do III. Gruppe do JG 2 com o nome do ás da Primeira Guerra Mundial, Manfred von Richthofen. Naquele dia, o Oberleutnant Egon Mayer foi nomeado Gruppenkommandeur (comandante do grupo) do III. Gruppe enquanto o comando do 7. Staffel foi dado a Hohagen, que também se juntou ao Geschwader naquele dia. O JG 2 foi baseado no norte da França e lutou contra as Forças Aéreas do Exército dos Estados Unidos (USAAF) sob a liderança do Geschwaderkommodore (comandante de ala) Major Walter Oesau. Na época, o III. Gruppe estava equipado com o Focke-Wulf Fw 190 A-4 e alguns A-3s mais antigos. O Gruppe operava a partir de vários campos de aviação na Bretanha, França, fornecendo proteção de caça para as bases de submarinos alemães ao longo da costa atlântica. Eder reivindicou sua primeira vitória aérea na Frente Ocidental em 30 de dezembro, quando abateu um bombardeiro Boeing B-17 Flying Fortress em uma missão para bombardear Lorient.
Junto com Mayer, Eder desenvolveu o ataque frontal como a tática mais eficaz contra as formações de caixa de combate pesada dos Aliados à luz do dia dos bombardeiros B-17 e Consolidated B-24 Liberator. O conceito era baseado em uma Kette (corrente), três aeronaves voando em formação em "V", atacando pela frente e pela esquerda. Quando no alcance, os atacantes abriram fogo com uma rajada de deflexão, mirando na frente da aeronave inimiga. Após o ataque, os pilotos parariam bruscamente para a esquerda ou direita. Isso deu aos caças atacantes a melhor chance de evitar o grande poder de fogo das armas dos bombardeiros.
Em 3 de janeiro de 1943, o VIII Comando de Bombardeiros da USAAF atacou a base de submarinos em Saint-Nazaire. O III. Gruppe conseguiu se defender de alguns dos bombardeiros, reivindicando dezesseis bombardeiros B-17 abatidos sobre o mar, incluindo um de Eder. A USAAF relatou a perda de sete bombardeiros durante o ataque. A base de submarinos de Lorient foi o alvo do VIII Comando de Bombardeiros em 23 de janeiro. O III. Gruppe, apoiado pelo 9. Staffel da Jagdgeschwader 26 "Schlageter" (JG 26), obteve sete vitórias aéreas, das quais um B-17 foi derrubado por Eder. Em 9 de fevereiro, o Gruppenstab (unidade da sede) do III. Gruppe, 7. Staffel e 9. Staffel foram mandados para Berck-sur-Mer, onde foram colocados sob o comando do JG 26. Em 13 de fevereiro, o Comando de Caças da Força Aérea Real (RAF) mirou na costa oeste de Pas-de-Calais com três "Rodeos" e um "Circus". Em defesa desse ataque, Eder reivindicou um caça Supermarine Spitfire da RAF abatido a noroeste de Bolonha do Mar.

### Líder do esquadrão
Em fevereiro, um novo 12. Staffel do JG 2 foi criado no campo de aviação de Beaumont-le-Roger. Em 15 de fevereiro, Eder foi nomeado seu Staffelkapitän (líder de esquadrão) deste recém-criado Staffel e encarregado de colocá-lo em prontidão operacional. O plano era equipar este Staffel com um complemento total de 16 pilotos e Bf 109 Gs. Inicialmente, Eder recebeu oito Fw 190 A-2 e A-3s, bem como duas aeronaves Bf 109 G-1, e subordinado e responsável pelo Stab do JG 2. Em 8 de março, Eder reivindicou a primeira vitória aérea creditada ao 12. Staffel quando ele abateu um Spitfire perto de Le Petit-Quevilly. Naquele dia, o VIII Comando de Bombardeiros enviou 54 bombardeiros B-17 para Rennes e 16 bombardeiros B-24 para os pátios ferroviários de Rouen. O ataque a Rouen foi protegido por 16 esquadrões de Spitfire da RAF, apoiados por uma varredura de Spitfire do 4.º Grupo de Caças . Em 12 de março, ele derrubou outro Spitfire 38 km (24 mi) a noroeste de Fécamp.
Em 28 de março, o VIII Comando de Bombardeiros despachou 70 bombardeiros B-17 com a missão de bombardear novamente os pátios ferroviários de Rouen. Os caças Spitfire que os acompanhavam perderam seu ponto de encontro com os bombardeiros, deixando-os desprotegidos. O II. Gruppe do JG 26 e o 12. Staffel do JG 2 de Eder interceptou os bombardeiros, danificando nove e um foi abatido por Eder. Após o combate com um B-17, ele foi ferido pelo fogo de retorno, mas conseguiu fazer um pouso forçado de seu Bf 109 G-4 (Werknummer 14988) no campo de aviação de Beaumont-le-Roger. No final de abril, o 12. Staffel havia recebido seu complemento total de 16 caças Bf 109 G-6. Recuperado de seus ferimentos, Eder liderou seu Staffel contra um ataque da USAAF à fábrica de aeronaves Potez em Albert. O 12. Staffel operou autonomamente de outras unidades da Luftwaffe e reivindicou um bombardeiro B-17 e um caça Republic P-47 Thunderbolt abatidos, resultando na perda de três aeronaves e dois pilotos mortos em combate. Eder foi creditado com a destruição do P-47, abatido a oeste de Étaples.
Em 29 de maio, a USAAF alvejou Rennes, Saint-Nazaire e La Pallice. Defendendo-se contra este ataque, o 12. Staffel reivindicou três bombardeiros B-17 abatidos em combate no mar ao largo de Paimpol, incluindo uma reivindicação de Eder. Ele foi premiado com o Troféu de Honra da Luftwaffe (Ehrenpokal der Luftwaffe) em 25 de junho. No dia seguinte, ele foi creditado com a destruição de um Spitfire 40 km (25 mi) ao norte de Fécamp. Em 29 de junho, Eder liderou seu Staffel contra bombardeiros da USAAF, perdendo duas aeronaves, um piloto morto em combate e outros dois feridos, enquanto Eder reivindicou um B-17 abatido ao norte de Saint-Valery.
Eder abateu um Hawker Typhoon a oeste de Hesdin em 29 de agosto. Dois dias depois, ele foi condecorado com a Cruz Germânica em Ouro (Deutsches Kreuz in Gold). Em 5 de setembro de 1943, ele foi transferido para o 5. Staffel do JG 2, assumindo o comando do Staffel depois que seu ex-comandante Leutnant Kurt Goltzsch foi ferido no dia anterior. Em 5 de novembro, Eder foi forçado a pular de seu Bf 109 G-6 (Werknummer 20733) após uma falha de motor perto de Mons, na Bélgica, e foi novamente ferido.

### Defesa do Reich
Após sua recuperação de ferimentos sofridos em 5 de novembro de 1943, Eder foi destacado para o II. Gruppe da Jagdgeschwader 1 (JG 1) sob o comando de Hauptmann Hermann Segatz em fevereiro de 1944. O Gruppe, que lutava na Defesa do Reich, estava baseado em Wunstorf no norte da Alemanha. Após a morte de Segatz, o Major Heinrich Bär assumiu o comando do Gruppe em 9 de março. Bär, que anteriormente comandava o 6. Staffel, foi então sucedido por Eder. Eder conquistou sua primeira vitória aérea com o JG 1 em 8 de abril, quando a Oitava Força Aérea da USAAF, anteriormente conhecida como VIII Comando de Bombardeiros, atacou campos de aviação alemães no noroeste da Alemanha, bem como a indústria aeronáutica alemã em Braunschweig. O II. Gruppe atacou os bombardeiros nas proximidades de Salzwedel, onde Eder abateu um dos bombardeiros B-24.
Ele saltou de seu Fw 190 A-7 (Werknummer 430645) durante o combate com caças P-47 sobre Göttingen em 19 de abril. Em 8 de maio, ele reivindicou um B-24 abatido, mas fez uma aterrissagem forçada em Vechta em seu Fw 190 A-8 (Werknummer 170071).

### Comandante do grupo
Em 11 de novembro, o Geschwaderkommodore do JG 1, Oberst Oesau, que comandava o JG 1 desde novembro de 1943, foi morto em combate. No dia seguinte, Bär foi nomeado temporariamente como seu sucessor. Em conseqüência, Eder recebeu o cargo de Gruppenkommandeur do II. Gruppe. Em preparação para os desembarques da Normandia, a Oitava Força Aérea visou a indústria de combustível alemã em 12 de maio. Naquele dia, 886 bombardeiros pesados, escoltados por 980 caças, alvejaram as fábricas de hidrogenação em Leuna, Merseburg, Böhlen, Zeitz e Brüx, atualmente a maioria na República Tcheca. Eder mobilizou seu Gruppe em um ataque consolidado aos bombardeiros. O Gruppe alegou que cinco bombardeiros foram abatidos e mais um P-47 destruído, pelo preço de cinco pilotos mortos em combate. Eder foi responsável por um dos bombardeiros destruídos quando ele abateu um B-24 na área do Eifel. Após o ataque, seu Fw 190 teve problemas de motor, resultando em um pouso de emergência no campo de aviação de Mannheim-Sandhofen.
A USAAF teve como alvo a indústria aeronáutica alemã em 29 de maio. A Oitava Força Aérea enviou 993 bombardeiros pesados, escoltados por 1.265 caças, a fábricas em Leipzig, Sorau, e Posen, para o campo de aviação em Tutow, bem como a fábrica de hidrogenação em Pölitz. Ao mesmo tempo, a Décima Quinta Força Aérea atacou alvos semelhantes no sul da Alemanha e na Áustria. O JG 1 foi embaralhado pouco depois das 11:00 e encontrou-se perto de Dessau. No ataque frontal, os pilotos do I. e II. Gruppe reivindicaram nove bombardeiros B-17 abatidos. Enquanto o I. Gruppe saiu ileso, o II. Gruppe perdeu um piloto morto em combate e outros dois ficaram feridos. Eder, que abateu um B-17 nas proximidades de Görlitz, bateu seu Fw 190 A-8 (Werknummer 730386) durante o pouso em Cottbus. O campo de aviação estava sob ataque no momento do pouso e Eder colidiu com uma aeronave Siebel estacionada.
Os Aliados Ocidentais da Segunda Guerra Mundial lançaram a invasão da Normandia na madrugada de 6 de junho de 1944. Às 16:25, o II. Gruppe do JG 1, com uma força de 32 caças Fw 190 sob a liderança de Eder, mudou-se de Störmede para um campo de aviação em Montdidier, França. Naquela noite, o II. Gruppe foi então enviado para o campo de aviação de Le Mans. No dia seguinte, o Gruppe realizou suas primeiras missões de combate durante a campanha da Normandia, perdendo duas aeronaves sem reivindicar nenhuma vitória aérea. Em 8 de junho, Eder chefiou o II. Gruppe em uma missão anti-marítima contra a frota de desembarque Aliada perto de Deauville e Trouville, na margem sul da Baía do Sena. Em 24 de junho, Eder recebeu a Cruz de Cavaleiro da Cruz de Ferro (Ritterkreuz des Eisernen Kreuzes).
Em 11 de agosto de 1944, Eder assumiu temporariamente o comando do 6. Staffel do JG 26, substituindo o Leutnant Adolf Glunz, que estava fora das operações na época. Atacando a armadura aliada perto de Dreux em 17 de agosto, Eder abateu um Spitfire em baixo nível; ele caiu entre dois tanques M4 Sherman, destruindo-os. Pouco depois, ele abateu outro Spitfire, que caiu em outro tanque, incendiando-o.
Em 4 de setembro, Eder foi nomeado Gruppenkommandeur do II. Gruppe do JG 26 depois que o ex-Gruppenkommandeur Hauptmann Emil Lang foi morto em ação contra Thunderbolts da USAAF em St Trond. Em 8 de outubro, Eder foi transferido para o Kommando Nowotny, a primeira unidade operacional de caça a jato Messerschmitt Me 262 em homenagem a seu comandante Major Walter Nowotny. Ele foi substituído pelo Major Anton Hackl como comandante do II. Gruppe do JG 26.

### Voando no Messerschmitt Me 262
o Kommando Nowotny era composto por três Staffeln e estava baseado no Aeródromo de Achmer. O 1. Staffel foi chefiado pelo Oberleutnant Paul Bley, o 2. Staffel pelo Oberleutnant Alfred Teumer, e Eder recebeu o comando do 3. Staffel. No final de setembro de 1944, o Kommando Nowotny tinha aproximadamente 30 Me 262s. Como uma unidade, o Kommando realizou três missões de combate entre 3 e 24 de outubro.

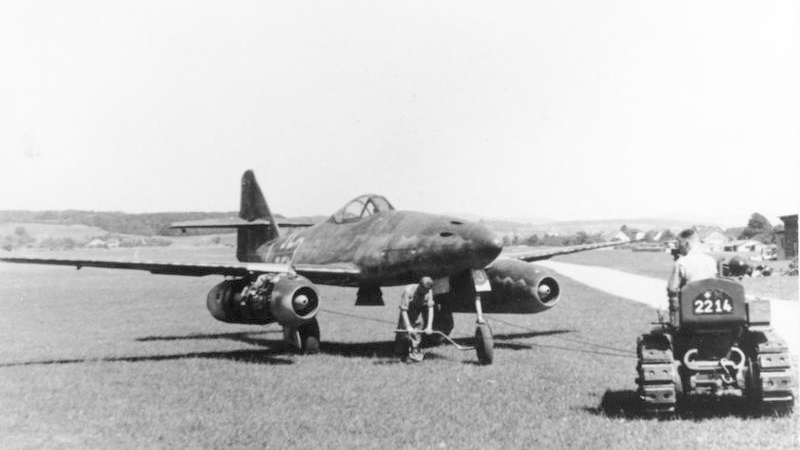
Me 262 A, por volta de 1945

É difícil estabelecer o número exato de vitórias aéreas reivindicadas por Eder enquanto pilotava o Me 262, pois várias fontes fornecem informações contraditórias. De acordo com Harvey, Eder conquistou sua primeira vitória aérea com o Me 262 em 6 de outubro, quando abateu um avião de reconhecimento Lockheed P-38 Lightning F-5 do 7.º Grupo Fotográfico. Os autores Morgan e Weal atribuem a Eder sua primeira vitória no Me 262 em 13 de novembro de 1944. Neste relato, Eder voou em uma missão do Aeródromo de Achmer e encontrou um P-38. Julgando mal a velocidade de fechamento, ele colidiu com o P-38. Os danos ao seu Me 262 foram mínimos enquanto o P-38 caiu perto de Schleißheim. Sem uma data exata, Boehme indica que Eder foi creditado com onze vitórias aéreas voando com o Me 262 no período de 1 de outubro de 1944 até 1 de janeiro de 1945, incluindo a reivindicação sobre um P-38, elevando seu total para 64 vitórias.
Nowotny foi morto em combate em 8 de novembro, que marcou o fim do Kommando Nowotny. Após a morte de Nowotny, Eder liderou brevemente o Kommando até que ele foi renomeado para o III. Gruppe do Ergänzungs-Jagdgeschwader 2 e retirado do combate. Harvey afirma que em 11 de novembro, liderando cinco Me 262s, Eder reivindicou dois bombardeiros B-17 e um caça de escolta North American P-51 Mustang em combate perto de Frankfurt. Em 19 de novembro, os pilotos do Kommando Nowotny formaram o núcleo do III. Gruppe da Jagdgeschwader 7 (JG 7), a primeira asa de caça a jato operacional. Agora baseado no campo de pouso de Lechfeld, o III. Gruppe foi colocado no comando do Major Hohagen, o ex-Staffelkapitän de Eder com o JG 51. Os três Staffeln do Kommando Nowotny foram redesignados para 9., 10., e 11. Staffel do JG 7, com Eder no comando do 11. Staffel.
Eder recebeu a Cruz de Cavaleiro da Cruz de Ferro com Folhas de Carvalho (Ritterkreuz des Eisernen Kreuzes mit Eichenlaub) em 25 de novembro de 1944 por cerca de 60 vitórias. Ele foi o 663.º membro das forças armadas alemãs a ser homenageado. Em 17 de janeiro de 1945, Eder reivindicou um B-17 abatido. Este B-17 pode ter sido do 351.º Grupo de Bombardeio em missão para Paderborn. Eder pode ter abatido dois caças P-47 em 3 de fevereiro. Em 9 de fevereiro, durante um ataque da Oitava Força Aérea a usinas de óleo sintético e transporte, Eder abateu um bombardeiro B-17.
Em 17 de fevereiro, Eder, junto com Oberfeldwebel Helmut Zander e Oberfeldwebel Hermann Buchner decolaram de Parchim para interceptar uma formação de bombardeiros. Eles interceptaram a formação de bombardeiros ao sul de Bremen quando seu Me 262 foi atingido por um tiroteio defensivo no motor esquerdo, colocando fogo no motor e na asa. Forçado a saltar, Eder bateu com a cabeça e a perna na aeronave. Ele foi pego e levado para um hospital com uma perna quebrada e ferimentos na cabeça. Após a convalescença, Eder estava de volta com o III. Gruppe do JG 7 e reivindicou um B-17 abatido perto de Berlim em 17 de abril de 1945. O B-17 foi batizado de The Towering Titan e pertencia ao 305.º Grupo de Bombardeio. De acordo com Harvey, esta foi sua 25.ª reivindicação voando no Me 262.

## Vida posterior
Após a Segunda Guerra Mundial, Eder tornou-se empresário em Wiesbaden.

## Sumário da carreira

### Reivindicações de vitórias aéreas
De acordo com Obermaier, Eder voou 572 missões de combate, das quais 150 foram com o Messerschmitt Me 262. Na Frente Oriental, ele conquistou 10 vitórias e na Frente Ocidental 68, das quais 36 eram bombardeiros quadrimotores. Matthews e Foreman, autores de Luftwaffe Aces — Biographies and Victory Claims, pesquisaram os Arquivos Federais Alemães e afirmaram que ele reivindicou 75 vitórias aéreas. Os autores listam 48 vitórias aéreas e mais dez reivindicações não confirmadas. Este número inclui dez reivindicações na Frente Oriental, mais de 41 reivindicações na Frente Ocidental, incluindo mais de 23 bombardeiros quadrimotores. É possível que Eder tenha conquistado mais de 21 vitórias voando com o Me 262. De acordo com Boehme, Eder foi creditado com onze vitórias aéreas voando o Me 262 no período de 1 de outubro de 1944 até 1 de janeiro de 1945, elevando seu total para 64 vitórias.
As reivindicações de vitória foram registradas em um mapa de referência (PQ = Planquadrat), por exemplo "PQ 14 Oeste 4857". O mapa da grade da Luftwaffe (Jägermeldenetz) cobria toda a Europa, oeste da Rússia e norte da África e era composto de retângulos medindo 15 minutos de latitude por 30 minutos de longitude, uma área de cerca de 930 km². Esses setores foram então subdivididos em 36 unidades menores para dar uma área de localização de 3 × 4 km de tamanho.
| Crônica de vitórias aéreas | Crônica de vitórias aéreas | Crônica de vitórias aéreas | Crônica de vitórias aéreas | Crônica de vitórias aéreas                                | Crônica de vitórias aéreas | Crônica de vitórias aéreas | Crônica de vitórias aéreas | Crônica de vitórias aéreas | Crônica de vitórias aéreas                                 |
| --- | -------------------------- | -------------------------- | -------------------------- | --------------------------------------------------------- | -------------------------- | -------------------------- | -------------------------- | -------------------------- | ---------------------------------------------------------- |
| Este e o – (meia-risca) indicam reivindicações de vitória aérea não confirmadas para as quais Eder não recebeu crédito. Isso junto com o * (asterisco) indica um Herausschuss (tiro de separação)—um bombardeiro pesado severamente danificado forçado a se separar de sua caixa de combate, o que foi contado como uma vitória aérea. Isso junto com o & (e comercial) indica um endgültige Vernichtung (destruição final)—um golpe de misericórdia infligido a um bombardeiro pesado já danificado. Este e o ? (ponto de interrogação) indica discrepâncias de informações listadas por Forsyth, Prien, Stemmer, Rodeike, Bock, Matthews e Foreman. |                            |                            |                            |                                                           |                            |                            |                            |                            |                                                            |
| Nº | Data                       | Hora                       | Modelo                     | Localização                                               | Nº                         | Data                       | Hora                       | Modelo                     | Localização                                                |
| – 4. Staffel da Jagdgeschwader 51 – Operação Barbarossa — 22 de junho – 9 de agosto de 1941 |                            |                            |                            |                                                           |                            |                            |                            |                            |                                                            |
| 1 | 22 de junho de 1941        | 09:23                      | I-16                       |                                                           | 6                          | 13 de julho de 1941        | 10:23?                     | I-16                       |                                                            |
| 2 | 22 de junho de 1941        | 09:35                      | SB-2                       |                                                           | 7                          | 14 de julho de 1941        | 11:15                      | DB-3                       |                                                            |
| 3 | 30 de junho de 1941        | 17:31                      | DB-3                       |                                                           | 8                          | 26 de julho de 1941        | 18:43                      | Pe-2                       |                                                            |
| 4 | 12 de julho de 1941        | 07:45                      | Pe-2                       |                                                           | 9                          | 31 de julho de 1941        | 08:35                      | I-16                       |                                                            |
| 5 | 13 de julho de 1941        | 10:07                      | DB-3                       |                                                           | 10                         | 9 de agosto de 1941        | 16:50                      | I-18?                      |                                                            |
| – 7. Staffel da Jagdgeschwader 2 "Richthofen" – Frente Ocidental — dezembro de 1942 |                            |                            |                            |                                                           |                            |                            |                            |                            |                                                            |
| 11 | 30 de dezembro de 1942     | 11:55                      | B-17                       | PQ 14 Oeste 4857                                          |                            |                            |                            |                            |                                                            |
| – 7. Staffel da Jagdgeschwader 2 "Richthofen" – Frente Ocidental — 1 de janeiro – 15 de fevereiro de 1943 |                            |                            |                            |                                                           |                            |                            |                            |                            |                                                            |
| 12 | 3 de janeiro de 1943       | 11:35                      | B-17                       | PQ 14 Oeste 3883                                          | 14                         | 13 de fevereiro de 1943    | 09:57                      | Spitfire                   | noroeste de Boulogne                                       |
| 13 | 23 de janeiro de 1943      | 13:55                      | B-17                       | leste de Pontivy PQ 14 Oeste 3978                         |                            |                            |                            |                            |                                                            |
| – 12. Staffel da Jagdgeschwader 2 "Richthofen" – Frente Ocidental — 15 de fevereiro – 5 de setembro de 1943 |                            |                            |                            |                                                           |                            |                            |                            |                            |                                                            |
| —? | 15 de fevereiro de 1943    | 14:07                      | B-17                       |                                                           | 23                         | 10 de julho de 1943        | 08:28                      | Spitfire                   | noroeste de Fécamp PQ 05 Leste 0015                        |
| 15 | 8 de março de 1943         | 14:02                      | Spitfire                   | Le Petit-Quevilly                                         | 24                         | 10 de julho de 1943        | 08:32                      | B-17                       | noroeste de Le Havre PQ 05 Leste 0186                      |
| 16 | 12 de março de 1943        | 13:05                      | Spitfire                   | 38 km (24 mi) noroeste de Fécamp                          | 25                         | 14 de julho de 1943        | 07:52                      | B-17                       | PQ 05 Leste 1077, leste de Berck PQ 05 Leste 1077          |
| 17 | 28 de março de 1943        | 13:05                      | B-17                       | noroeste de Dieppe PQ 05 Leste 1887                       | —?                         | 14 de julho de 1943        | 08:15                      | B-17&                      | Goussainville                                              |
| 18 | 13 de maio de 1943         | 16:35                      | P-47                       | oeste de Étaples PQ 05 Leste 1139                         | 26                         | 16 de julho de 1943        | 20:25                      | Spitfire                   | 25 km (16 mi) oeste do Estuário do Somme PQ 05 Leste 1172  |
| 19 | 29 de maio de 1943         | 17:46                      | B-17                       | PQ 15 Oeste 3072 PQ 14 Oeste 1746                         | 27                         | 30 de julho de 1943        | 10:50                      | P-47                       | PQ 05 Leste 3225                                           |
| 20 | 26 de junho de 1943        | 18:02                      | Spitfire                   | 40 km (25 mi) ao norte de Fécamp PQ 05 Leste 0175         | 28                         | 30 de julho de 1943        | 11:30?                     | B-17*                      | PQ 05 Leste 3211                                           |
| 21 | 29 de junho de 1943        | 20:39                      | B-17                       | ao norte de Saint-Valery PQ 05 Leste 0168                 | 29                         | 29 de agosto de 1943       | —                          | Typhoon                    | oeste de Hesdin                                            |
| 22 | 4 de julho de 1943         | 12:32                      | B-17                       | PQ 14 Oeste 0951, Alençon PQ 05 Leste 0951                |                            |                            |                            |                            |                                                            |
| – 5. Staffel da Jagdgeschwader 2 "Richthofen" – Frente Ocidental — 5 de setembro – 5 de novembro de 1943 |                            |                            |                            |                                                           |                            |                            |                            |                            |                                                            |
| 30? | 6 de setembro de 1943      | 13:25                      | B-17                       | 5 km (3,1 mi) noroeste de Fécamp                          | 32?                        | 2 de outubro de 1943       | —                          | Spitfire                   |                                                            |
| 31? | 8 de setembro de 1943      | 10:40                      | Spitfire                   | 5 km (3,1 mi) a nordeste de Berck                         | 33?                        | 3 de outubro de 1943       | —                          | Spitfire                   | Dieppe                                                     |
| – 6. Staffel da Jagdgeschwader 1 – Defesa do Reich — 5 de setembro – 5 de novembro de 1943 |                            |                            |                            |                                                           |                            |                            |                            |                            |                                                            |
| 34 | 8 de abril de 1944         | 13:51                      | B-24                       | PQ 15 Leste S/EF/EB, sudoeste de Salzwedel                | 39?                        | 22 de abril de 1944        | 18:56                      | P-47                       | PQ 05 Leste S/JQ-8, ao norte de Hamm                       |
| 35 | 9 de abril de 1944         | 10:58                      | B-24                       | PQ 15 Leste N/SB, Baía de Kiel                            | 40                         | 24 de abril de 1944        | 12:47                      | B-17*                      | PQ 04 Leste N/AQ/BR, proximidade de Strasbourg             |
| 36 | 9 de abril de 1944         | 11:10                      | P-47                       | PQ 15 Leste N/SA/SB, Baía de Kiel                         | 41                         | 29 de abril de 1944        | 10:58                      | B-17                       | PQ 15 Leste S/GB-7, leste de Braunschweig                  |
| 37 | 11 de abril de 1944        | 11:00                      | B-17                       | PQ 15 Leste S/FB, 15 km (9,3 mi) ao norte de Fallersleben | 42                         | 29 de abril de 1944        | 11:05                      | P-47                       | PQ 15 Leste S/HB-1, sudeste de Braunschweig                |
| 38 | 13 de abril de 1944        | 13:40?                     | B-17                       | PQ 05 Leste S/RS, proximidade de Darmstadt                | 43                         | 8 de maio de 1944          | 09:38                      | B-24                       | PQ 05 Leste S/FS/ET, a sudoeste de Verden                  |
| – Stab II. Gruppe da Jagdgeschwader 1 – Defesa do Reich — 5 de setembro – 5 de novembro de 1943 |                            |                            |                            |                                                           |                            |                            |                            |                            |                                                            |
| 44 | 12 de maio de 1944         | 12:18                      | B-24                       | PQ 05 S/PO/PN, na área de Eifel                           | 47                         | 19 de maio de 1944         | 13:55?                     | P-47                       | PQ 05 Leste S/FT/GT, proximidade de Nienburg               |
| 45 | 19 de maio de 1944         | 12:45                      | B-24                       | PQ 05 Leste S/FQ/FR, proximidade de Quakenbrück           | 48                         | 22 de maio de 1944         | 13:10                      | P-38                       | PQ 15 Leste N/SA/SB, Baía de Kiel                          |
| 46 | 19 de maio de 1944         | 12:55                      | P-47                       | PQ 05 Leste S/FT/GT, proximidade de Nienburg              | 49                         | 29 de maio de 1944         | 12:35                      | B-17                       | PQ 15 Leste S/KJ/KM//MJ/MM, proximidade de Görlitz/Bautzen |
| – 6. Staffel da Jagdgeschwader 26 "Schlageter" – Defesa do Reich — 11 de agosto – 3 de setembro de 1944 |                            |                            |                            |                                                           |                            |                            |                            |                            |                                                            |
| 50 | 15 de agosto de 1944       | 12:38                      | P-47                       | Rambouillet (BD)                                          | 52                         | 17 de agosto de 1944       | 11:53                      | Spitfire                   | Rambouillet (BC6-BD4)                                      |
| 51 | 15 de agosto de 1944       | 12:40                      | P-47                       | Rambouillet (BD)                                          | 53                         | 17 de agosto de 1944       | 11:53                      | Spitfire                   | Rambouillet (BC6-BD4)                                      |
| – Kommando Nowotny – Defesa do Reich — outubro – novembro de 1944 |                            |                            |                            |                                                           |                            |                            |                            |                            |                                                            |
| — | 6 de outubro de 1944       | —                          | P-38                       |                                                           | —                          | 11 de novembro de 1944     | —                          | B-17                       |                                                            |
| — | 9 de novembro de 1944      | —                          | P-51                       |                                                           | —                          | 11 de novembro de 1944     | —                          | B-17                       |                                                            |
| — | 9 de novembro de 1944      | —                          | P-51                       |                                                           | —                          | 11 de novembro de 1944     | —                          | P-51                       |                                                            |
| – 9. Staffel da Jagdgeschwader 7 – Defesa do Reich — janeiro – fevereiro de 1945 |                            |                            |                            |                                                           |                            |                            |                            |                            |                                                            |
| — | 1 de janeiro de 1945       | —                          | B-17                       |                                                           | ?                          | 3 de fevereiro de 1945     | —                          | P-47                       |                                                            |
| — | 1 de janeiro de 1945       | —                          | B-17                       |                                                           | ?                          | 3 de fevereiro de 1945     | —                          | P-47                       |                                                            |
| — | 14 de janeiro de 1945      | —                          | B-17                       |                                                           | ?                          | 9 de fevereiro de 1945     | —                          | B-17                       | proximidade de Berlim                                      |
| | 17 de janeiro de 1945      | —                          | B-17                       |                                                           |                            |                            |                            |                            |                                                            |
| – III. Gruppe da Jagdgeschwader 7 – Defesa do Reich — 11 de agosto – 3 de setembro de 1944 |                            |                            |                            |                                                           |                            |                            |                            |                            |                                                            |
| ? | 17 de abril de 1945        | —                          | B-17                       |                                                           |                            |                            |                            |                            |                                                            |

### Condecorações
- Cruz de Ferro (1939)
  - 2ª classe (26 de junho de 1941)[5]
  - 1ª classe (11 de julho de 1941)[5][12]
- Troféu de Honra da Luftwaffe (16 de junho de 1943) como Leutnant e piloto[38][Nota 12]
- Cruz Germânica em Ouro (31 de agosto de 1943) como Oberleutnant no 12./JG 2[103]
- Cruz de Cavaleiro da Cruz de Ferro (24 de junho de 1944) como Oberleutnant e Staffelkapitän do 6./JG 1[104][105]
  - 663ª Folhas de Carvalho (25 de novembro de 1944) como Hauptmann e Staffelkapitän do 6./JG 1[105][106]

### Promoções
- 1 de abril de 1940 – Fahnenjunker (cadete)[5]
- 1 de setembro de 1940 – Fähnrich (alferes)[5]
- 1 de fevereiro de 1941 – Oberfähnrich (alferes superior)[5]
- 1 de abril de 1941 – Leutnant (segundo-tenente)[5]
- 1 de julho de 1943 – Oberleutnant (primeiro-tenente)[5]
- 1 de julho de 1944 – Hauptmann (capitão)[5]
- 1 de fevereiro de 1945 – Major (major)[5]